# Palpita isoscelalis
Palpita isoscelalis es una especie de polillas de la familia Crambidae. Fue descrita por Achille Guenée en 1854. Se encuentra en América del Sur (incluyendo Brasil) y en las Antillas (incluyendo Guadalupe, las Granadinas, San Martín, Puerto Rico y Cuba).
La envergadura es de unos 24 mm. Los adultos tienen alas translúcidas.

## Subespecies
Se han descrito dos subespecies de p. isoscelalis:
- Palpita isoscelalis isoscelalis
- Palpita isoscelalis gourbeyrensis Munroe, 1959